# کاستلی کالپیو
کاستلی کالپیو (به ایتالیایی: Castelli Calepio) یک کومونه در ایتالیا است که در استان برگامو واقع شده‌است. کاستلی کالپیو ۹٫۹ کیلومتر مربع مساحت و ۱۰٬۰۱۸ نفر جمعیت دارد و ۲۵۹ متر بالاتر از سطح دریا واقع شده‌است.